# Mitchell Kowal
Mitchell Kowal (né le 21 août 1915 à Détroit - mort le 8 mai 1971 à Fürnitz en Autriche dans un accident ferroviaire) est un acteur américain d'origine polonaise.

## Filmographie
- 1944: See Here, Private Hargrove de Wesley Ruggles
- 1944: Le mariage est une affaire privée (Marriage Is a Private Affair) de Robert Z. Leonard
- 1945 : Penny cherche un père (That Night with You) de William A. Seiter
- 1947: Éternel Tourment (Cass Timberlane) de George Sidney - le portier
- 1950: The Lone Ranger - Mack
- 1953: Your Favorite Story - Eddie
- 1953: Violated -  Mack McCarthy
- 1954: The Public Defender - le détective Jones
- 1954: Rails Into Laramie - un ouvrier
- 1954: Rivière sans retour
- 1954: Histoires du siècle dernier - Bill Joad
- 1954: Francis Joins the WACS - le chef de patrouille
- 1954: Sur la trace du crime - un gardien
- 1954: My Own Dear Dragon -  un reporter
- 1954: Four Star Playhouse - un reporter
- 1954: Au fond de mon cœur - Oscar Hammerstein II
- 1954: Day of Triumph
- 1955: Crown Theatre with Gloria Swanson - l'avocat
- 1955: The Cisco Kid - l'acolyte
- 1955: La Chérie de Jupiter - la sentinelle
- 1955 : The Big Bluff de W. Lee Wilder - le coroner
- 1955: Deux nigauds et la momie - le policier
- 1955: L'Homme du Kentucky - le postier
- 1955: Medic - le barman
- 1956: Badge 714
- 1956: L'Or et l'Amour
- 1956: L'Infernale Poursuite
- 1957: Official Detective - Samka
- 1957: Maverick - Fred Callahan
- 1957: Tombstone Territory
- 1958: The Restless Gun  - Waco
- 1958: Live Fast, Die Young
- 1958: Man Without a Gun
- 1958: The Rough Riders - Buffer
- 1959: Al Capone
- 1959: John Paul Jones, maître des mers
- 1959: The Jayhawkers!
- 1957 - 1960: Have Gun – Will Travel - un cowboy
- 1962: Jadą goście jadą.. - Mike O'Rawiec
- 1962: Le pillole di Ercole
- 1963: Les 55 Jours de Pékin - un US Marine
- 1963: Vacation Playhouse
- 1970: FBI – Francesco Bertolazzi investigatore - Harry Blake
- 1970: Dzięcioł - Edward Ździebko
- 1970: Nie lubię poniedziałku - Mróz